# 伊島 (阿南市)

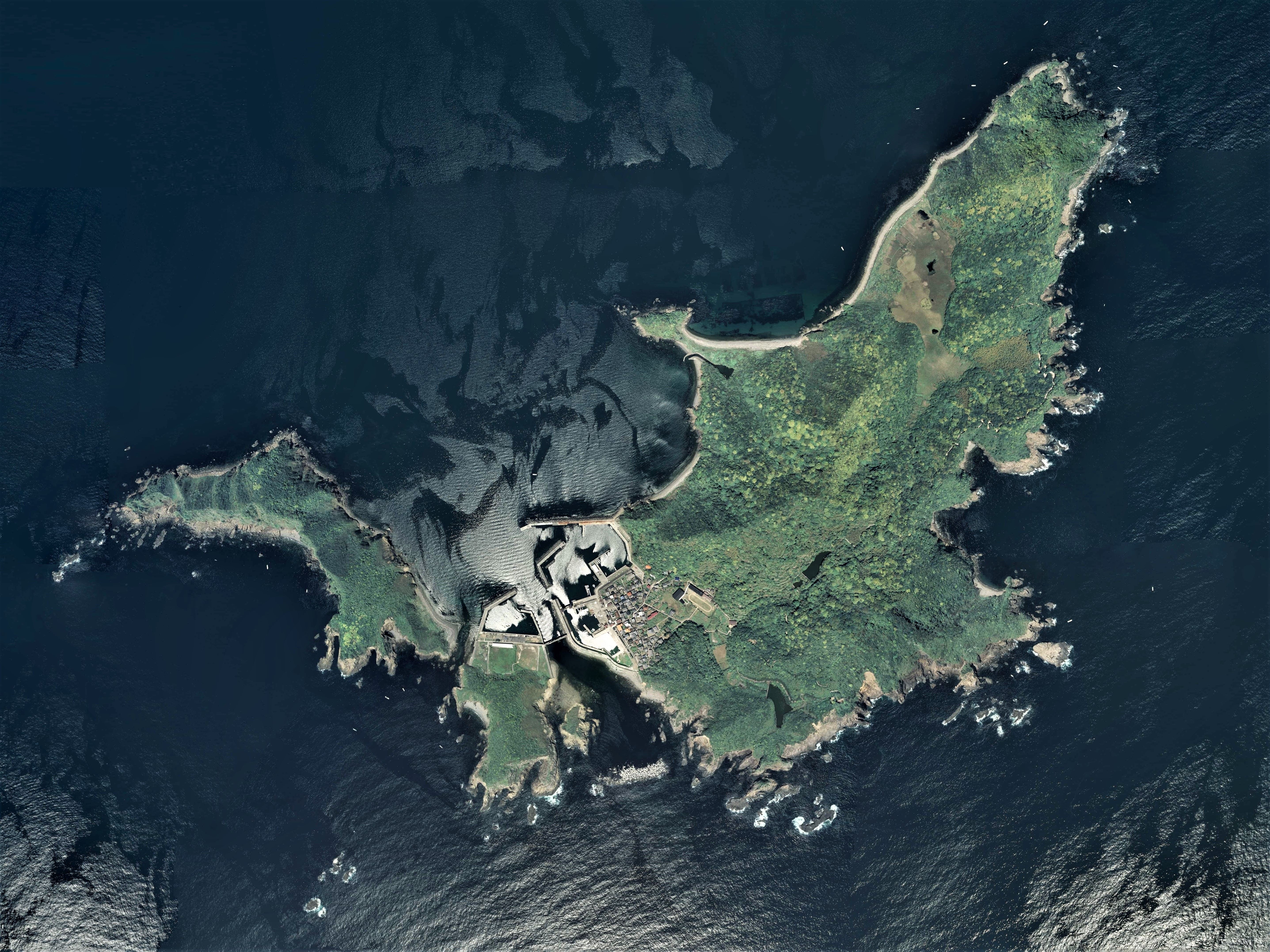
伊島の空中写真。
2014年4月25日撮影の12枚を合成作成。
。

伊島（いしま）は、徳島県阿南市伊島町にある島。集落地を除く全域が室戸阿南海岸国定公園に指定されている。

## 地理
四国最東端の蒲生田岬の東方6kmの紀伊水道の中に位置する。伊島の西方には前島と棚子島があり、現在はどちらも無人島である。
島の地質は砂岩からなる。島の面積の約75パーセントが山林となっており、集落は西方の前島との間にある水道に面する約2ヘクタールの平地に存在する。

## 人口
61世帯、115名(2023年5月31日時点)。なお、1990年3月31日時点では279名であり、当時に比して過疎化が進行している。

## 沿革
承応3年（1654年）、神野惣右衛門が領主・森甚五兵衛の命により移り住む。
元治元年（1865年）12月20日、集落のほとんどを消失する火事が起こる。復興するも、明治16年（1883年）に再び火災が起こり大半が消失する。
平成13年（2001年）12月27日、「伊島および周辺沿岸」が日本の重要湿地500に選定される。

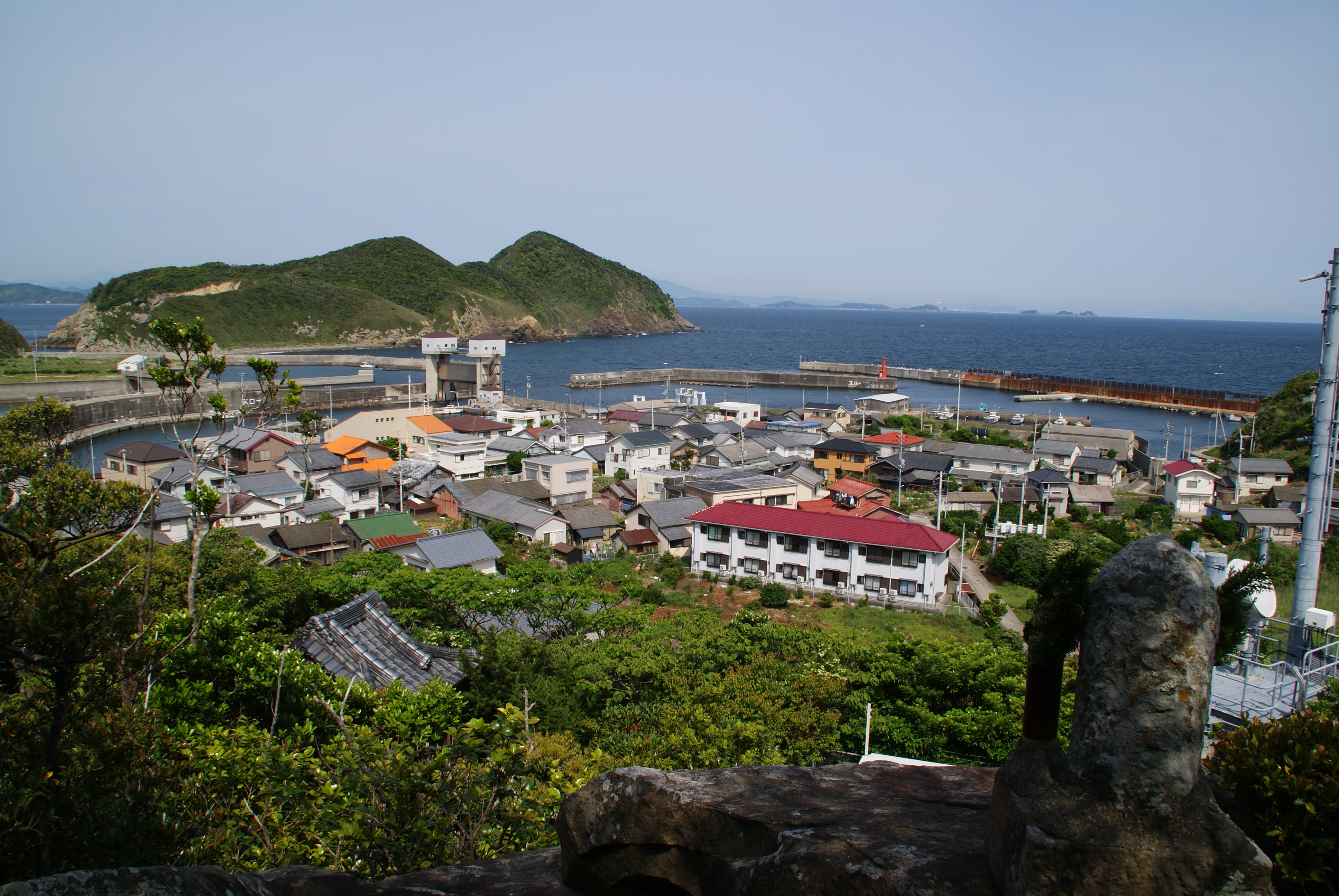
中心集落
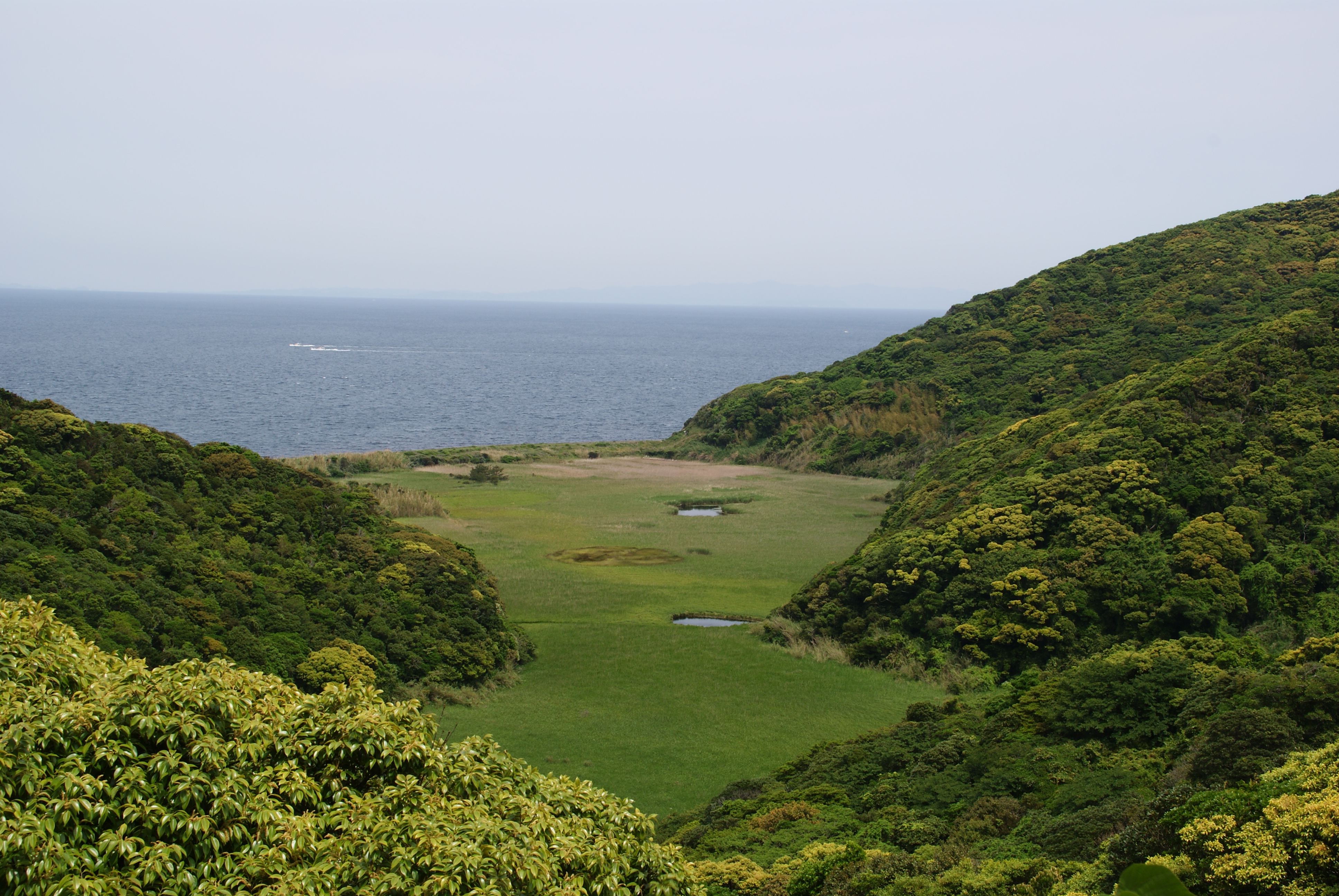
湿地
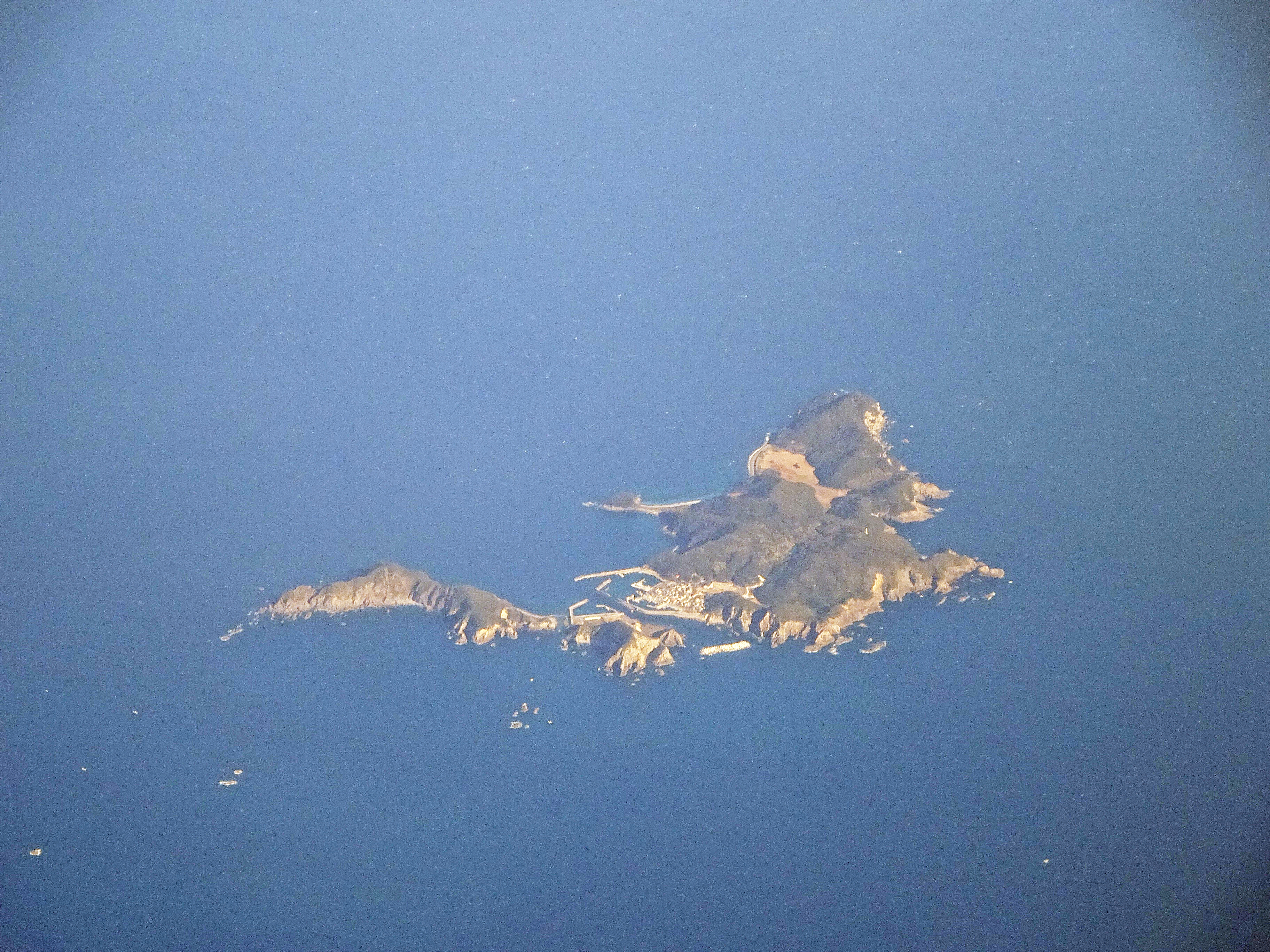
伊島を空撮

## 施設
- 阿南伊島郵便局
- 伊島灯台
- 阿南市立伊島中学校
- 阿南市立伊島小学校
- 當所神社
- 松林寺 - 高野山真言宗

## 交通アクセス
- 本土との交通手段は伊島連絡交通有限会社が運営する伊島・答島航路のみである[8]。本土の阿南市津乃峰町の答島港と伊島漁港の間を、連絡船「みしま」（2020年建造、軽合金船19トン）が一日三往復している（所要時間30分）[8]。答島港の最寄り駅は、牟岐線の阿波橘駅である。